# 최도원 (1985년)
최도원(1985년 3월 6일 ~ )은 대한민국의 가수로, 3인조 그룹 울랄라세션의 멤버이다.

## 학력
- 서울예술대학교

## 음반 활동
최도원은 2016년부터 발매된 음반에 참여하였다.

### 참여 음반
- 울랄라 프레이즈 써니 데이(Sunny day) (2015년)
- 클럼지(clumsy) 생각나데 (2016년)